# Mette Jacobsen
Mette Jacobsen, född den 24 mars 1973 i Nakskov, är en dansk före detta tävlingssimmare som deltog i fem Olympiska spel: 1988, 1992, 1996, 2000 och 2004. Hennes bästa resultat vid OS är en fjärdeplats på 200 m fjärilsim år 2000.
Jacobsen blev världsmästare på kortbana i 200 m ryggsim 1995, samt 200 m fjärilsim 1999 och 2000. Därtill blev hon europamästare på kortbana i 200 m fjärlisim 1999.
På långbana blev Jacobsen europamästare i 200 m frisim 1991, 200 m fjärilsim 1991 och 1999, 100 m fjärilsim 1995 och 1997, 100 m ryggsim 1995, samt vann EM-guld med det danska laget på 4×200 m frisim 1991.
Mette Jacobsen utsågs till Årets Sportsnavn 1991 och 1995.
Efter OS 1992 konstaterades att Mette Jacobsen led av astma och sedan 1993 har hon haft tillstånd att använda salbutamol. Efter en tävling 2004 i Frankrike anklagades hon att ha haft för hög koncentration av salbutamol och dömdes av en fransk domstol till ett halvt års avstängning. FINA tog därefter upp fallet och meddelade en friande dom 2006.
Jacobsen avslutade sin internationella karriär 2006 eftersom hon inte kom överens med det danska förbundet om hur hon skulle förbereda sig inför VM 2007.